# IJsvogelwand

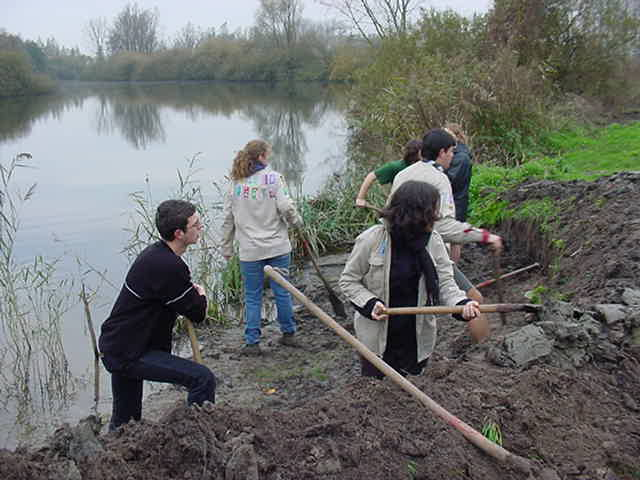
Aanleg van een ijsvogelwand in het Saleghem Krekengebied

Een ijsvogelwand is een min of meer verticale aarden wand aan een kreek of zachtstromend water. De ijsvogel nestelt in meestal zelf gegraven gangen in de steile oeverkanten.

## Toepassing
In natuurgebieden worden de ijsvogels geholpen door natuurliefhebbers die er, daar waar het passend is, aan rustig water, de oever enkele meters verticaal afgraven. De ijsvogelwand in het Saleghem Krekengebied werd gegraven in november 2001 en is sindsdien jaar na jaar een vaste ijsvogelbroedplaats geworden.
Strenge winters, met toegevroren plassen en beekjes, zijn er de oorzaak van dat de ijsvogels geen open water meer hebben om te foerageren en dan verhongeren. In vorstperiodes vindt men ze daarom iets vaker terug aan tuinvijvertjes die ijsvrij gehouden worden. Door de iets warmere zomers, in het begin van de eenentwintigste eeuw, is de populatie van de ijsvogels toegenomen.